# لوكاس أيالا
لوكاس أيالا (بالإسبانية: Lucas Ayala)‏ هو لاعب كرة قدم مكسيكي وأرجنتيني، ولد في 11 أغسطس 1978 في بوينس آيرس في الأرجنتين. شارك مع منتخب المكسيك لكرة القدم. أما مع النوادي، فقد لعب مع تايجرز أونال وتيبورونيس روخوس دي فيراكروز وزاكاتيبيك ونادي أطلس.

## وصلات خارجية
- لوكاس أيالا على موقع قاعدة بيانات كرة القدم.إي يو (الإنجليزية)
- لوكاس أيالا على موقع ناشيونال فوتبول تيمز (الإنجليزية)